# 八幡神社 (いすみ市大原8637)
八幡神社（はちまんじんじゃ）は、千葉県いすみ市大原にある神社。大原八幡神社とも呼ばれる。旧社格は村社。

## 祭神
- 誉田別命

## 由緒
この神社の創建は、1501年（文亀元年）と伝えられている。

## 大原の朝市
毎月3と8のつく日、大原八幡神社境内にてに開市。

## 境内末社
- 金刀比羅神社
- 三峯神社

## 所在地
- 千葉県いすみ市大原8637